# Ludovit Reis
Ludovit Reis (Haarlem, 1º giugno 2000) è un calciatore olandese, centrocampista del Club Bruges.

## Caratteristiche tecniche
Centrocampista completo, abile nei contrasti e con una buona visione di gioco, è bravo nel dribbling e nel tiro dalla distanza.

## Carriera

### Club
Debutta in Eredivisie con la maglia del Groningen nella stagione 2017-2018, giocando gli ultimi 9 minuti del match casalingo pareggiato 1-1 contro l’AZ Alkmaar del 15 ottobre 2017. Due settimane dopo, il 29 ottobre, realizza la sua prima ed unica rete in stagione, nella sconfitta per 2-1 sul campo dello Sparta Rotterdam. Nella stagione seguente si conquista il posto da titolare realizzando la sua unica rete nel match perso per 2-1 contro il PSV del 26 gennaio 2019.
Il 4 maggio seguente viene trovato l’accordo per 3,25 milioni di euro con il Barcellona per il giovane talento, che si aggregherà al club spagnolo a luglio. Dopo aver disputato 25 incontri con la squadra B, in vista della sfida di Champions League con il Napoli dell’8 agosto 2020 viene aggregato alla prima squadra essendo stato inserito nella lista Champions per via dei tanti infortuni che hanno colpito i titolari. 
L’anno seguente gioca in prestito all’Osnabrück in seconda divisione tedesca.

### Nazionale
Ha giocato nelle nazionali giovanili olandesi Under-19 ed Under-21.

## Statistiche

### Presenze e reti nei club
Statistiche aggiornate al 18 maggio 2025.
| Stagione         | Squadra          | Campionato       | Campionato | Campionato | Coppe nazionali | Coppe nazionali | Coppe nazionali | Coppe continentali | Coppe continentali | Coppe continentali | Altre coppe | Altre coppe | Altre coppe | Totale | Totale | Totale |
| Stagione         | Squadra          | Comp             | Pres       | Reti       | Comp            | Pres            | Reti            | Comp               | Pres               | Reti               | Comp        | Pres        | Reti        | Pres   | Reti   |        |
| ---------------- | ---------------- | ---------------- | ---------- | ---------- | --------------- | --------------- | --------------- | ------------------ | ------------------ | ------------------ | ----------- | ----------- | ----------- | ------ | ------ | ------ |
| 2017-2018        | Groningen        | ED               | 16         | 1          | CO              | 2               | 0               | -                  | -                  | -                  | -           | -           | -           | 18     | 1      |        |
| 2018-2019        | Groningen        | ED               | 29+2       | 1          | CO              | 1               | 0               | -                  | -                  | -                  | -           | -           | -           | 32     | 1      |        |
| Totale Groningen | Totale Groningen | Totale Groningen | 45+2       | 2          |                 | 3               | 0               |                    | -                  | -                  |             | -           | -           | 50     | 2      |        |
| 2019-2020        | Barcellona B     | SD               | 22+3       | 0          | -               | -               | -               | -                  | -                  | -                  | -           | -           | -           | 25     | 0      |        |
| 2020-2021        | Osnabrück        | 2L               | 27+2       | 1          | CG              | 1               | 0               | -                  | -                  | -                  | -           | -           | -           | 30     | 1      |        |
| 2021-2022        | Amburgo          | 2L               | 32+2       | 5+1        | CG              | 5               | 0               | -                  | -                  | -                  | -           | -           | -           | 39     | 6      |        |
| 2022-2023        | Amburgo          | 2L               | 33+2       | 9          | CG              | 2               | 0               | -                  | -                  | -                  | -           | -           | -           | 37     | 9      |        |
| 2023-2024        | Amburgo          | 2L               | 25         | 3          | CG              | 0               | 0               | -                  | -                  | -                  | -           | -           | -           | 25     | 3      |        |
| 2024-2025        | Amburgo          | 2L               | 26         | 2          | CG              | 2               | 0               | -                  | -                  | -                  | -           | -           | -           | 28     | 2      |        |
| Totale Amburgo   | Totale Amburgo   | Totale Amburgo   | 116+4      | 18+1       |                 | 9               | 0               |                    | -                  | -                  |             | -           | -           | 129    | 19     |        |
| Totale carriera  | Totale carriera  | Totale carriera  | 221        | 22         |                 | 13              | 0               |                    | -                  | -                  |             | -           | -           | 234    | 22     |        |

## Palmarès
- Supercoppa del Belgio: 1

Club Bruges: 2025